# كانداس جونز
كانداس جونز هي متزلجة فنية كندية، ولدت في 20 مارس 1955.

## روابط خارجية
- كانداس جونز على موقع أوليمبيديا (الإنجليزية)